# 模糊数学
模糊数学，亦称弗晰数学或模糊性数学。1965年以后，在模糊集合、模糊逻辑的基础上发展起来的模糊拓扑、模糊测度论等数学领域的统称。是研究现实世界中许多界限不分明甚至是很模糊的问题的数学工具。在模式识别、人工智能等方面有广泛的应用。

## 模糊集

### 定义和表示
给定一个论域 U ，那么从 U 到单位区间 [0,1] 的一个映射
{\displaystyle \mu _{A}:U\mapsto [0,1]}
称为 U 上的一个模糊集 或 U 的一个模糊子集
，
记为 A 。
映射（函数） μA(·) 或简记为 A(·) 叫做模糊集 A 的隶属函数。
对于每个 x ∈ U ， μA(x) 叫做元素 x 对模糊集 A 的隶属度。
模糊集的常用表示法有下述几种：
1. 解析法，也即给出隶属函数的具体表达式。
2. Zadeh 记法，例如{\displaystyle A={1 \over x_{1}}+{0.5 \over x_{2}}+{0.72 \over x_{3}}+{0 \over x_{4}}}。分母是论域中的元素，分子是该元素对应的隶属度。有时候，若隶属度为0，该项可以忽略不写。
3. 序偶法，例如{\displaystyle A=\{(x_{1},1),(x_{2},0.5),(x_{3},0.72),(x_{4},0)\}}，序偶对的前者是论域中的元素，后者是该元素对应的隶属度。
4. 向量法，在有限论域的场合，给论域中元素规定一个表达的顺序，那么可以将上述序偶法简写为隶属度的向量式，如 A = (1,0.5,0.72,0) 。

### 一些相关概念
- 模糊集 A 的承集或支集记为 {\displaystyle {\text{supp}}A=\{x\in U\mid A(x)\neq 0\}}。
- 模糊集 A 的核记为 {\displaystyle {\text{ker}}A=\{x\in U\mid A(x)=1\}}。
- 模糊集 A 的高度记为 {\displaystyle {\text{hgt}}A=\sup\{A(x)\mid x\in U\}}。
- 模糊集 A 的深度记为 {\displaystyle {\text{dpn}}A=\inf\{A(x)\mid x\in U\}}。

### 模糊度
一个模糊集 A 的模糊度衡量、反映了 A 的模糊程度，一个直观的定义是这样的：
设映射 D : F(U) → [0,1] 满足下述5条性质：
1. 清晰性：D(A) = 0 当且仅当 A ∈ P(U)。（经典集的模糊度恒为0。）
2. 模糊性：D(A) = 1 当且仅当 ∀ u ∈ U 有 A(u) = 0.5。（隶属度都为0.5的模糊集最模糊。）
3. 单调性：∀ u ∈ U，若 A(u) ≤ B(u) ≤ 0.5，或者 A(u) ≥ B(u) ≥ 0.5，则 D(A) ≤ D(B)。
4. 对称性：∀ A ∈ F(U)，有 D(Ac) = D(A)。（补集的模糊度相等。）
5. 可加性：D(A∪B) + D(A∩B)=D(A) + D(B)。

则称 D 是定义在 F(U) 上的模糊度函数，而 D(A) 为模糊集 A 的模糊度。
可以证明符合上述定义的模糊度是存在的，一个常用的公式（分别针对有限和无限论域）就是

{\displaystyle {\begin{aligned}D_{p}(A)&={\frac {2}{n^{1/p}}}\left(\sum \limits _{i=1}^{n}\left|A(u_{i})-A_{0.5}(u_{i})\right|^{p}\right)^{1/p}\\D(A)&=\int _{-\infty }^{+\infty }|A(u)-A_{0.5}(u)|{\mbox{d}}u\end{aligned}}}

其中 p > 0 是参数，称为 Minkowski 模糊度。特别地，当 p = 1 的时候称为 Hamming 模糊度或 Kaufmann 模糊指标，当 p = 2 的时候称为 Euclid 模糊度。

## 模糊集的运算

### 各种算子
- Zadeh 算子，max 即为并，min 即为交

{\displaystyle {\begin{aligned}a\vee b&=\max\{a,b\}\\a\wedge b&=\min\{a,b\}\end{aligned}}}
- 代数算子（概率和、代数积）

{\displaystyle {\begin{aligned}a{\stackrel {\wedge }{+}}b&=a+b-ab\\a\cdot b&=ab\end{aligned}}}
- 有界算子

{\displaystyle {\begin{aligned}a\oplus b&=\min\{1,a+b\}\\a\odot b&=\max\{0,a+b-1\}\end{aligned}}}
- Einstein 算子

{\displaystyle {\begin{aligned}a{\stackrel {+}{\epsilon }}b&={\frac {a+b}{1+ab}}\\a{\stackrel {\cdot }{\epsilon }}b&={\frac {ab}{1+(1-a)(1-b)}}\end{aligned}}}
- Hamacher 算子，其中ν ∈ [0,+∞) 是参数，等于1时转化为代数算子，等于2时转化为 Einstein 算子

{\displaystyle {\begin{aligned}a{\stackrel {+}{\nu }}b&={\frac {a+b-ab-(1-\nu )ab}{\nu +(1-\nu )(1-ab)}}\\a{\stackrel {\cdot }{\nu }}b&={\frac {ab}{\nu +(1-\nu )(a+b-ab)}}\end{aligned}}}
- Yager 算子，其中 p 是参数，等于1时转化为有界算子，趋于无穷时转化为 Zadeh 算子

{\displaystyle {\begin{aligned}a\;Y_{p}\;b&=\min\{1,(a^{p}+b^{p})^{1/p}\}\\a\;y_{p}\;b&=1-\min\{1,[(1-a)^{p}+(1-b)^{p}]^{1/p}\}\end{aligned}}}
- λ-γ 算子，其中 λ,γ ∈ [0,1] 是参数

{\displaystyle {\begin{aligned}a\;\lambda \;b&=\lambda ab+(1-\lambda )(a+b-ab)\\a\;\gamma \;b&=(ab)^{1-\gamma }(a-ab)^{\gamma }\end{aligned}}}
- Dobois-Prade 算子，其中 λ ∈ [0,1] 是参数

{\displaystyle {\begin{aligned}a\vee _{d}b&={\frac {a+b-ab-\min\{(1-\lambda ),a,b\}}{\max\{\lambda ,1-a,1-b\}}}\\a\wedge _{d}b&={\frac {ab}{\max\{\lambda ,a,b\}}}\end{aligned}}}

### 算子的性质
参见集合代数和布尔代数。
主要算子的性质对比表如下（.表示不满足，-表示未验证）：
| 算子  | 结合律 | 交换律 | 分配律 | 互补律 | 同一律 | 幂等律 | 支配律 | 吸收律 | 双重否定律 | 德·摩根律 |
| ----- | ------ | ------ | ------ | ------ | ------ | ------ | ------ | ------ | ---------- | --------- |
| Zedah | √      | √      | √      | .      | √      | √      | √      | √      | √          | √         |
| 代数  | √      | √      | .      | .      | √      | .      | √      | .      | -          | √         |
| 有界  | √      | √      | .      | √      | √      | .      | √      | √      | -          | √         |

线性补偿是指：
{\displaystyle (\forall x,y,k\in [0,1])(x+k\wedge y-k\ \Rightarrow \ U(x+k,y-k)=U(x,y))}
| 算子的并运算   | 幂等律 | 排中律 | 分配律 | 结合律 | 线性补偿 |
| -------------- | ------ | ------ | ------ | ------ | -------- |
| Zadeh          | √      | .      | √      | √      | .        |
| 代数           | .      | .      | .      | √      | .        |
| 有界           | .      | √      | .      | .      | √        |
| Hamacher r = 0 | .      | .      | .      | √      | .        |
| Yager          | .      | .      | .      | √      | .        |
| Hamacher       | .      | .      | .      | √      | .        |
| Dobois-Prade   | .      | .      | .      | √      | .        |

## 模糊集与经典集的关系

### 截集与截积
设 {\displaystyle A\in {\mathcal {F}}(U)}，任取 {\displaystyle \lambda \in [0,1]}，则

{\displaystyle A_{\lambda }=\{u\in U\mid A(u)\geq \lambda \}}，

称 Aλ 为 A 的 λ 截集，而 λ 称为阈值或置信水平。将上式中的 ≥ 替换为 >，记为 ASλ，称为强截集。
截集和强截集都是经典集合。此外，显然 A1 为 A 的核，即 kerA；如果 kerA ≠ ø，则称 A 为正规模糊集，否则称为非正规模糊集。
截积是数与模糊集的积：

设 λ ∈ [0,1]，A ∈ F(U)，则 ∀ u∈U，λ 与 A 的截积（或称为 λ 截集的数乘，记为 λA）定义为：

{\displaystyle (\lambda A)(u)=\lambda \wedge A(u)={\begin{cases}A(u),&\lambda \geq A(u),\\\lambda ,&\lambda <A(u).\end{cases}}}

根据定义，截积仍是 U 上的模糊集合。

### 分解定理与表现定理
分解定理：

设 A∈F(U)，则

{\displaystyle A=\bigcup \limits _{\lambda \in [0,1]}\lambda A_{\lambda }}

即任一模糊集 A 都可以表达为一族简单模糊集 {λAλ} 的并。也即，一个模糊集可以由其自身分解出的集合套而“拼成”。
表现定理：

设 H 为 U 上的任何一个集合套，则

{\displaystyle A=\bigcup \limits _{\lambda \in [0,1]}\lambda H(\lambda )}

是 U 上的一个模糊集，且 ∀ λ ∈ [0,1]，有

（1） ASλ = ∪α>λ H(α)

（2） Aλ = ∩α<λ H(α)

即任一集合套都能拼成一个模糊集。

## 模糊集之间的距离

### 使用度量理论
可以使用一般的度量理论来描述模糊集之间的距离。在这个意义上，我们需要在模糊幂集 F(U) 上建立一个度量，此外，我们还可能需要将此度量标准化，也即映射到 [0,1] 区间上。例如可以这样来标准化 Minkowski 距离：

{\displaystyle {\tilde {d}}(x,y)=\left({1 \over n}\sum \limits _{i=1}^{n}\left|x_{i}-y_{i}\right|^{p}\right)^{1 \over p}}

### 贴近度
另一种是使用贴近度概念。在某种意义上，贴近度就是 1 - 距离（这里的距离是上述标准化意义上的距离）。而之所以应用这个变换，是考虑到“度”的概念的直觉反映——距离越近，贴近的程度显然越“高”，因此它恰为距离的反数。
除了距离外，还有一些与模糊集的特殊操作有关系的贴近度定义。
- 最大最小贴近度

{\displaystyle \displaystyle \sigma (A,B)={\frac {\sum _{i=1}^{n}(A(u_{i})\wedge B(u_{i}))}{\sum _{i=1}^{n}(A(u_{i})\vee B(u_{i}))}}}
- 算术平均最小贴近度

{\displaystyle \displaystyle \sigma (A,B)={\frac {\sum _{i=1}^{n}(A(u_{i})\wedge B(u_{i}))}{{1 \over 2}\sum _{i=1}^{n}(A(u_{i})+B(u_{i}))}}}
- 几何平均最小贴近度

{\displaystyle \displaystyle \sigma (A,B)={\frac {\sum _{i=1}^{n}(A(u_{i})\wedge B(u_{i}))}{\sum _{i=1}^{n}{\sqrt {A(u_{i})\cdot B(u_{i})}}}}}
- 指数贴近度

{\displaystyle \displaystyle \sigma (A,B)={\frac {1}{e^{\|A-B\|}}}}

## 模糊关系
模糊关系是建立在模糊集上的关系，此外，它也有一些特别的性质和应用。

### 定义
设 U 和 V 是论域，U × V = {(x , y) | x ∈ U, y ∈ V } 是 U 和 V 的笛卡尔直积，则每个模糊子集 R ∈ U × V 都称为从 U 到 V 的一个模糊关系。若 U = V，则称 R 是 U 中的模糊关系。如果 R(x,y) = α，则称 x 与 y 具有关系 R 的程度为 α。特别地：

- 若 ∀ (x,y) ∈ U × U，当 x = y 时 R = 1，当 x ≠ y 时 R = 0，则称 R 为 U 上的恒等关系，记为 I
- 若 ∀ (x,y) ∈ U × V，有 R(x,y) = 0，则称 R 为从 U 到 V 的零关系，记为 0
- 若 ∀ (x,y) ∈ U × V，有 R(x,y) = 1，则称 R 为从 U 到 V 的全称关系，记为 E

模糊关系的并、交、补、包含、相等、λ 截和截积运算，实质上就是模糊集的相应运算（采用 Zadeh 算子）。但模糊关系还有一个特殊的运算转置，定义为

RT(x,y) = R(y,x)

易知转置运算满足复原律、交换律和单调性等。

### 关系以及关系的合成的矩阵表达
关系的合成：

对于从 U x-m 到 V y-p 的关系 R，以及从 V y-p 到 W z-n 的关系 S，那么从 U 到 W 的模糊复合关系 R · S 为

{\displaystyle \displaystyle (R\circ S)(x_{i},z_{j})=\bigvee _{k\leq p}[R(x_{i},y_{k})\wedge S(y_{k},z_{j})]}

其中 ∧ 是取小 ∨ 是取大（即 Zedah 算子）。由此可知，模糊复合关系的运算，就是两个模糊关系的矩阵的乘法运算，只是要将矩阵乘法中的乘法改为 ∧，而加法改为 ∨ 即可。
例子：设 U = {1,2,3,4}, V = {a,b,c}, W = {α,β}：
| 从 U 到 V 的模糊关系 R (1,a)=0.7, (1,b)=0.5, (1,c)=0 (2,a)=1, (2,b)=0, (2,c)=0 (3,a)=0, (3,b)=1, (3,c)=0 (4,a)=0, (4,b)=0.4, (4,c)=0.3 | 从 V 到 W 的模糊关系 S (a,α)=0,6 (a,β)=0.8 (b,α)=0 (b,β)=1 (c,α)=0 (c,β)=0.9 |

那么这些模糊关系可以写成如下矩阵表达（注意行列位置）：
| R | a   | b   | c   |
| - | --- | --- | --- |
| 1 | 0.7 | 0.5 | 0   |
| 2 | 1   | 0   | 0   |
| 3 | 0   | 1   | 0   |
| 4 | 0   | 0.4 | 0.3 |

| S | α   | β   |
| - | --- | --- |
| a | 0.6 | 0.8 |
| b | 0   | 1   |
| c | 0   | 0.9 |

| R · S | α   | β   |
| ----- | --- | --- |
| 1     | 0.6 | 0.7 |
| 2     | 0.6 | 0.8 |
| 3     | 0   | 1   |
| 4     | 0   | 0.4 |

### 模糊关系与分类
模糊等价关系定义：

设 U 中的模糊关系 R 满足

1. 自反性∀ x ∈ U, R(x , x) = 1
2. 对称性∀ x, y ∈ U, R(x , y) = R(y , x)
3. 传递性∀ x, y, z ∈ U, ∀ λ ∈ [0,1], 当 R(x , y) ≥ λ 且 R(y , z) ≥ λ 时，R(x , z) ≥ λ
则称 R 为 U 中的一个模糊等价关系。易知，对于一个固定的 λ ∈ [0,1] 来说，传递性条件刻画了模糊关系 R 具有 λ 水平上的传递性。
下述定理指出了模糊等价关系与普通等价关系的关系：U 中的模糊关系 R 是模糊等价关系的充要条件是，对于每个 λ ∈ [0,1]，R 的 λ 截关系 Rλ 是 U 中的普通等价关系。
只满足自反性和对称性，不满足传递性的模糊关系称为模糊相似关系。而将等价关系与相似关系联系在一起的是下述定理：U 中的模糊关系 R 是模糊传递关系的充要条件是 R2 ⊆ R。
分类：
1. 如果模糊关系是等价关系，取某一水平的 λ 截集，即可得到这个水平上的分类。
2. 如果模糊关系是相似关系，计算 R* ≡ R2^k = R2^(k+1)，则 R* 可被证明是等价关系。